# 伊莎贝尔·沙特朗
伊莎贝尔·沙特朗（法語：Isabelle Chartrand，1978年4月20日—），加拿大女子冰球运动员，场上位置是后卫。她曾代表加拿大国家队参加2002年冬季奥林匹克运动会冰球比赛，获得一枚金牌。